# 페이지 기술 언어
디지털 인쇄에서 페이지 기술 언어(Page description language, PDL)는 실제 출력 비트맵(또는 일반적으로 래스터 그래픽스)보다 높은 수준으로 인쇄 페이지의 모양을 설명하는 컴퓨터 언어이다. 중복되는 용어는  Hewlett-Packard의 프린터 명령 언어(PCL)를 포함하는 프린터 제어 언어이다. 포스트스크립트는 가장 잘 알려진 페이지 기술 언어 중 하나이다. PDL의 마크업 언어 적응은 페이지 기술 마크업 언어이다.
페이지 기술 언어는 텍스트(사람이 읽을 수 있는) 또는 바이너리 데이터 스트림으로, 일반적으로 인쇄할 텍스트 또는 그래픽과 혼합된다. 이들은 소프트웨어에서 그래픽 출력을 생성하기 위해 호출될 수 있는 GDI 및 OpenGL과 같은 그래픽 응용 프로그래밍 인터페이스(API)와는 다르다.

## 주목할 만한 예시
다양한 페이지 기술 언어가 존재한다:
- AFP, Advanced Function Presentation (IBM)
- Apple Raster, 이전에는 URF로 알려졌으며 에어프린트 프로토콜에서 사용된다.[1]
- 캐논 GARO, Graphic Arts language with Raster Operations (대형 프린터용), 휴렛 팩커드 PCL3GUI / RTL 및 CPCA 작업 기술 언어 기반.[2]
- Common Ground page definition language
- CPCL, Comtec Printer Control Language (현재 지브라)
- DjVu, OCR 기반 스캔 문서를 지원하는 혼합 래스터 콘텐츠(MRC) 형식 (AT&T 랩스)
- DPL, Datamax Printer Language (현재 허니웰)[3]
- DTPL, Datamax Ticket Printer Language
- DVI, Device Independent, TeX의 출력
- E411, Emulation 411, 티켓팅 및 플라이트 스트립(ATC) 시스템용 (IER)
- EPL, Eltron Programming Language (현재 지브라)
- Envoy 페이지 기술 언어 (워드퍼펙트)
- ESC/P, 세이코 엡손 프린터용 표준 코드, 주로 도트 매트릭스 프린터에 사용되는 간단한 언어
- ESC/P2, ESC/P의 확장 버전
- ESC/Page, 세이코 엡손 페이지 프린터용 표준 코드, 특히 일본 모델의 여러 세이코 엡손 레이저 프린터에 사용되는 페이지 기술 언어 (ESC/P와는 다름)
- ESC/POS, 세이코 엡손 POS 프린터용 표준 코드
- FGL, Friendly Ghost Language (보카 시스템즈) 프린터
- Fingerprint, 프로그래밍 언어, Direct Protocol은 Fingerprint의 하위 집합 (Intermec)
- HP-GL 및 HP-GL/2, 휴렛 팩커드가 펜 플로터용으로 도입한 기하학적 언어, 오늘날에도 기술 도면에 사용됨
- Interpress (제록스)
- IJPDS, Ink Jet Printer Data Stream (코닥)
- IPDS, Intelligent Printer Data Stream (IBM)
- IGP/PGL, Printronix 그래픽 언어
- IPL, Intermec Printer Language, Intermec 프린터(현재 허니웰의 자회사)용 프로그래밍 언어
- KPDL, 교세라 페이지 기술 언어
- LCDS/Metacode, 이전 고속 프린터에서 사용되는 인쇄 스트림 형식 (제록스)
- MODCA, Mixed Object Document Content Architecture (IBM)
- MTPL, Mannesmann Tally Printer Language
- PCL, Printer Command Language (휴렛 팩커드)
- PDF, Portable Document Format (어도비 시스템즈), 현재 ISO 32000[4]
- 포스트스크립트 (어도비 시스템즈)
- PPDS, Personal Printer Data Stream
- RPCS, Refined Printing Command Stream (리코)
- RTL (Raster Transfer Language, PCL3GUI라고도 함). Hewlett-Packard HP-GL/2의 래스터 그래픽 명령 하위 집합으로, PCL과 유사하다.
- Star Line Mode, Star Micronics 프린터에서 사용되는 ESC/POS의 변형
- SPL, Samsung Printer Language[5]
- SVG, 주로 월드 와이드 웹용으로 개발된 XML 기반 그래픽 기술 언어
- Canon SG Raster (Swift Graphics Raster for large format printers), Hewlett-Packard PCL3GUI / RTL 및 IVEC (XML 형식 작업 기술 언어) 기반
- TSPL/TSPL2, Taiwan Semiconductor Printing/Programming Language (TSMC)
- TTP, 키오스크 프린터용 Swecoin의 인쇄 언어 (현재 지브라)
- UFR (Ultra Fast Rendering), 독점 언어 (캐논)
- XES, Xerox Escape Sequence
- XPS, Windows Vista에서 도입된 XML Paper Specification (마이크로소프트)
- ZJS, ZjStream Page Description Language (Zenographics)
- ZPL, 지브라 프로그래밍 언어

## 같이 보기
- 벡터 그래픽스 마크업 언어 목록
- 마크업 언어
- 프린터 작업 언어